# Lindenbergia luchunensis
Lindenbergia luchunensis är en snyltrotsväxtart som beskrevs av D.D.Tao och Y.M.Shui. Lindenbergia luchunensis ingår i släktet Lindenbergia och familjen snyltrotsväxter. Inga underarter finns listade i Catalogue of Life.